# Wykorzystanie technologii blockchain w służbie zdrowia
Wykorzystanie technologii blockchain w ochronie zdrowia – technologia blockchain ma szerokie zastosowanie w opiece zdrowia. Towarzyszy pacjentowi od jego pierwszej wizyty u lekarza aż do końcowej diagnozy kończąc na opracowaniu planu leczenia. Służy także do zapobiegania marnowaniu pieniędzy.

## Uproszczony model płatnik-świadczeniodawca-pacjent
W modelu płatnik-świadczeniodawca-pacjent możemy wyszczególnić trzy główne scenariusze, w których w interakcję wchodzą świadczeniodawcy (np. szpitale, przychodnie, prywatne kliniki), ubezpieczyciele oraz pacjenci.

### Scenariusz pierwszy
Pacjent płaci za wykonane usługi bezpośrednio świadczeniodawcy.

### Scenariusz drugi
Pacjent posiada ubezpieczenie, za które opłaca składki. Świadczeniodawcy obciążają ubezpieczycieli za usługi wykonane ich klientom.

### Scenariusz trzeci
Zakłada on udział wyspecjalizowanych podmiotów monitorujących stan zdrowia na odległość przy pomocy telemedycyny.
System ten jest bardzo złożony, poza wymienionymi działają w nim setki innych aktorów. Wpływ na jego funkcjonowanie mają agencje rządowe, wpływy ekonomiczne i popytowe.

## Zastosowanie w systemieelektronicznej dokumentacji medycznej
Blockchain rozwiązuje kwestię uprawnień oraz przepływu informacji między wieloma niepowiązanymi ze sobą stronami z modelu płatnik-świadczeniodawca-pacjent. W tworzeniu systemu opartego na tej technologii wykorzystywany jest podpis użytkownika bazujący na kluczach kryptograficznych. Każdorazowy wpis do dokumentacji medycznej zawiera komentarz jakich zmian dokonano. Działa na zasadzie zdalnego repozytorium. Istnieją mechanizmy ochrony danych, gdy dokumentacja zostaje przekazana danemu użytkownikowi (np. doktor, pielęgniarka), jest ona blokowana i żadna inna osoba nie może dokonać w niej zmian, póki pierwszy użytkownik nie dokona swoich edycji tym samym odblokowując go.
Przepływ danych rozpoczyna się wraz z wizytą pacjenta u lekarza. Lekarz pobiera historię danego pacjenta i dokonuje udokumentowania objawów, jakie ustalił podczas badania. Informacje te są umieszczane w historii leczenia. Wpis ten zostaje dodany do blockchain wraz z unikalnym skrótem pełniącym rolę identyfikatora. Wraz z nim lekarz nadaje użytkownikom role i uprawnienia dostępu do dokumentacji medycznej. Początkowo dostęp do niej ma tylko lekarz i pacjent, ale w łatwy sposób można rozszerzyć go o innych użytkowników. Na koniec wizyty lekarz dokonuje podpisu dokumentacji swoim kluczem świadczącym o pierwszej zmianie dokonanej w dokumentacji pacjenta w blockchainie. Gdy dokumentacja zostaje dołączona do repozytorium pacjent natychmiast uzyskuje do niej dostęp.
Lekarz podczas wizyty zleca pacjentowi testy wraz z dostępem do danych medycznych osobie, która będzie je wykonywać. Przepływ tych informacji odbywa się jeszcze przed tym, gdy pacjent przyjdzie na badania. Dokumentacja jest pobierana i na podstawie informacji w niej zawartych przygotowywane są testy. Po ich przeprowadzeniu generowany jest raport zawierający wyniki, który dołączany jest w blockchainie pacjenta. Gdy tylko zostają one załadowane do repozytorium, pacjent zyskuje do nich natychmiastowy dostęp.
Po przeprowadzonych badaniach następuje konsultacja ze specjalistą, który interpretuje wyniki pacjenta. Konsultacja ta może odbyć się na zasadzie telemedycyny, bez konieczności składania wizyty fizycznie u lekarza. W tym momencie lekarz specjalista dokonuje interpretacji wyników oraz dokonuje planu leczenia i umieszcza informacje w blockchainie. Pacjent natychmiast uzyskuje do nich dostęp.
Każdy etap począwszy od pierwszego wpisu po plan leczenia zostaje zapisany w blockchainie. Dokumentacja ta w miarę potrzeb może być przekazywana między różnymi podmiotami w ułamku sekundy.

## Hot switching
Zasada hot switchingu pozwalaja na tworzenie w bazie danych blockchain systemów, których elementy mogą być wymieniane, gdy systemy te pracują. Pozwala to zminimalizować opóźnienia w działaniu. Głównym założeniem tej zasady jest przekierowywanie przepływu informacji, co jest możliwe dzięki zdecentralizowanej naturze blockchain. Decentralizacja powoduje brak pojedynczego punktu awarii.
Systemy dokumentacji medycznej oparte na blockchainie są złożone z wielu elementów, wewnętrznych, jak i zewnętrznych zsynchronizowanych z blockchainem. Wykorzystanie hot switchingu pozwala na zachowanie dużej stabilności w systemach służby zdrowia. Pozwala odizolowanym systemowe na aktualizacje bez zakłóceń oraz działanie bez przestojów.

### Implementacje

#### Lightning network
Metoda lightning network oferuje mechanizm przesyłania transakcji przy pomocy nowych kanałów mikropłatności (pod kanałów). Transfer wartości odbywa się poza blockchainem, dzięki czemu jest natychmiastowy. Kanały te dokonują synchronizacji upstream z blockchainem co zapewnia spójność danych w całej sieci. Kanały spoza blockchain mogą być replikowane i czasowo przechowywać żądania okresowego dostępu oraz udostępniać dokumentację medyczną na podstawie wstępnie przyznanego dostępu. Po upływie określonego czasu kanał lightning synchronizuje pośrednie zmiany z blockchainem i staje się nieaktywny.

#### Konsensus podłączalny (pluggable consensus)
Pojęcie konsensusu podłączalnego odnosi się do możliwości wymiany algorytmu konsensusu w zależności od typu transakcji przeprowadzonych w blockchainie. Transakcje prywatne prowadzone w blockchainie, który jest podzielony na część prywatną i publiczną mogą potrzebować innego mechanizmu konsensusu niż transakcje ogólnego przeznaczenia. To umożliwia istnienie w blockchainie wielu algorytmów konsensusu.

## Zalety
Do głównych zalet wykorzystania technologii blockchain w systemach służby zdrowia należą:
- skrócenie czasu przetwarzania roszczeń wystawianych przez świadczeniodawców,
- zmniejszenie zmienności w otrzymywaniu płatności w ramach cyklu rozliczeniowego z tytułu opłat pokrywanych z własnych kieszeni,
- śledzenie transakcji i ich historii co owocuje znaczącym zmniejszeniem odsetek oszustw,
- umożliwienie kontroli nad całym kontinuum opieki oraz cyklem rozliczeniowym co eliminuje tarcia między zaangażowanymi stronami,
- dostęp na podstawie uprawnień pozwalający na ujawnianie adekwatnych danych tylko uprawnionym osobom,
- usprawnienie przepływu informacji w zakresie dokumentacji medycznej podczas przechodzenia jej między różnymi stronami[1].

Wszystko to przekłada się na znaczne zaoszczędzenie pieniędzy.